# Timo Kölling
Timo Kölling (* 16. Januar 1978 in Bad Oeynhausen) ist ein deutscher Schriftsteller, Lyriker und Philosoph.

## Leben
Timo Kölling stammt aus dem zu Porta Westfalica gehörenden Dorf Veltheim, wo er auch aufgewachsen ist. Zwischen 1995 und 1999 gab er das englischsprachige Black-Metal- und Dark-Wave-Magazin Moondance heraus, von 2000 bis 2002 die an Stefan Georges Blätter für die Kunst angelehnte „Zeitschrift für einen geladenen Leserkreis“ Renovatio Imperii. Darüber hinaus schrieb Kölling von 2006 bis 2008 für die von Max-Otto Lorenzen herausgegebene Online-Zeitschrift Marburger Forum. Neben seinem Studium der Theologie, Philosophie und Religionswissenschaften in Heidelberg arbeitete er als freier Schriftsteller und gründete den Selbstverlag Renovatio. Durch seine Schriften und Arbeiten über Julius Evola, Ernst Jünger, Stefan George und Corneliu Zelea Codreanu, sowie die Herausgabe einer LP des im Neofolk verorteten deutschen Musikprojekts Sagittarius erregte er das Missfallen der Antifa West (Bielefeld), die 2003 eine Veranstaltung verhinderte und ihn in mehreren Publikationen erwähnte. Eine Gegendarstellung wurde unter anderem auf der Seite des rechten Musikprojekts Megalith veröffentlicht.
2006 gewann Timo Kölling den Literaturpreis des Literatur- und Kunstkreises Uslar. Im selben Jahr veröffentlichte er den ersten Band einer auf drei Bände angelegten philosophischen Grundlagenarbeit unter dem Titel Tradition und Transzendenz. Ideen zu einer europäischen Philosophie. Daraufhin erhielt er 2007 ein Arbeitsstipendium der Leopold-Ziegler-Stiftung. In diesem Zusammenhang erschienen 2009 das Werk Leopold Ziegler. Eine Schlüsselfigur im Umkreis des Denkens von Ernst Jünger und Friedrich Georg Jünger und 2017 die Gesamtdarstellung Leopold Ziegler, Philosoph der letzten Dinge. Eine Werkgeschichte 1901–1958, beide im Königshausen & Neumann Verlag. Weitere Arbeiten beschäftigen sich mit Aristoteles, Konrad Weiß, Ernst Jünger, Friedrich Hölderlin und Julien Gracq. 2016 hielt Kölling einen Vortrag in der zur Neuen Rechten gezählten Bibliothek des Konservatismus. Deren Träger, die Förderstiftung Konservative Bildung und Forschung (FKBF), hat die Fertigstellung des Buches Leopold Ziegler, Philosoph der letzten Dinge auch mit einem Arbeitszuschuss unterstützt.
Im Jahr 2000 verfasste Timo Kölling außerdem den englischsprachigen Pressetext, mit dem die norwegische Metal- und Electronica-Band Ulver ihr fünftes Studioalbum Perdition City – Music to an Interior Film (Jester Records / Voices of Wonder) bewarb. 2005 beteiligte er sich als Sänger an dem auf dem Label Kunsthall Produktionen erschienenen Album Tiefenrausch (Ein Abstieg in fünf Stufen) der deutschen Ambient-Black-Metal-Band Trist. Kölling trägt auf diesem Album Gedichte aus seinem Buch Versuch eines Winters sowie das Gedicht Geräum vor, welches aber erst 2019 in dem Buch Brandung und Geräum in Druckform erschienen ist. Vier Gedichte aus Versuch eines Winters sind zudem 2008 von Sagittarius vertont worden (Songs from the Ivory Tower. Cold Spring Records).
Ein weiteres Gedicht namens Jahrhundert-Dichter (aus dem Band Gebete aus Stein) wurde 2011 von der deutschen Pagan-Black-Metal-Band Helrunar in der Artbook-Edition ihrer Alben Sól I und Sól II (Prophecy Productions) abgedruckt. Gedichte aus Gebete aus Stein und Brandung und Geräum erschienen außerdem in der Zeitschrift Tumult. Vierteljahresschrift für Konsensstörung. 2022 gehörte Kölling neben Gerd Schultze-Rhonhof, dem Junge Freiheit-Kolumnisten Werner Olles, Manfred Kleine-Hartlage und Henning Eichberg zu den Autoren der nach 20 Jahren Pause erstmals wieder erschienenen nationalrevolutionären Zeitschrift Wir selbst.
Seit dem Jahr 2008 ist Kölling römisch-katholischer Konfession. Die Konversion fand an seinem damaligen Wohnort Frankfurt am Main in der Leonhardskirche statt und erfolgte im tridentinischen Ritus.
Timo Kölling lebt heute in Deesbach.

## Rezeption
Für den Architekturtheoretiker und Publizisten Stephan Trüby ist „der rechte Schriftsteller, Lyriker und Philosoph Timo Kölling“ zusammen mit Botho Strauß und Marc Jongen ein Beleg dafür, dass das Werk Leopold Zieglers „eine Renaissance [...] vor allem in rechten bzw. deutschnationalen Kreisen“ erfährt.
Der Japanologe Wolfram Naumann bezieht sich positiv auf Köllings Buch Leopold Ziegler. Eine Schlüsselfigur im Umkreis des Denkens von Ernst Jünger und Friedrich Georg Jünger und wertet es als einen philosophisch bedeutsamen Versuch, die von dem Religionswissenschaftler Rudolf Otto geprägten Begriffe des „Heiligen“ und des „Numinosen“ für das Denken der Gegenwart fruchtbar zu machen. Der Germanist Norbert Dietka bemerkt, das Buch werfe eine „neue Perspektive“ auf Ernst Jüngers Essay Der Arbeiter, indem es Jüngers Position auf Leopold Zieglers bereits in den 1920er Jahren formulierte „metaphysische Deutung des Weltganzen als ‚Arbeit‘“ zurückführe.
Zu Köllings Buch Ernst Jünger und die Nichtvergesslichkeit. Der Autor als Schrift äußern sich die Germanisten Niels Penke, Manfred Weinberg und Annette Simonis. Penke bezeichnet es in einer 2012 publizierten Rezension als „ein furioses Büchlein, das zum Klügsten und Besten gehört, was seit langem zu Ernst Jünger geschrieben wurde“. Weinberg führt zustimmend Köllings These an, Jüngers Essay Über die Linie von 1950 lasse sich als „gescheiterte Aktualisierung“ des Arbeiters von 1932 lesen, „auf deren Probleme noch die Spätschrift Die Schere von 1990 antworte“. Simonis schließt sich den Ausführungen hinsichtlich der „anhaltende[n] Präsenz des gestalttheoretischen Ansatzes in der Selbstreflexion Jüngers“ an: die von Kölling beschriebene „Schriftwerdung des Autors selbst in seiner Textproduktion“, wie sie Jüngers Spätwerk kennzeichne, lasse sich „im Sinne eines postmodern anmutenden Modells von Autorschaft, das das Biographische transzendiert“, interpretieren.

## Werke

### Bücher (Auswahl)
- Leopold Ziegler. Eine Schlüsselfigur im Umkreis des Denkens von Ernst Jünger und Friedrich Georg Jünger. Königshausen & Neumann, Würzburg 2009, ISBN 978-3-8260-3935-5.
- Ernst Jünger und die Nichtvergesslichkeit. Der Autor als Schrift. Eisenhut Verlag, Hagen-Berchum 2011 (3., bearbeitete Auflage 2019), ISBN 978-3-942090-15-5.
- Das Wissen der Schwalben. Traumtagebuch. Eisenhut Verlag, Hagen-Berchum 2012, ISBN 978-3-942090-18-6.
- Exodus Schwarz. Notizheft 2011. Eisenhut Verlag, Hagen-Berchum 2012, ISBN 978-3-942090-24-7.
- Gebete aus Stein. Gedichte. Eisenhut Verlag, Hagen-Berchum 2012, ISBN 978-3-942090-23-0.
- Die Gabe des Zitterns. Gedichte. Eisenhut Verlag, Hagen-Berchum 2014, ISBN 978-3-942090-33-9.
- Leopold Ziegler, Philosoph der letzten Dinge: Eine Werkgeschichte 1901–1958. Königshausen & Neumann, Würzburg 2017, ISBN 978-3-8260-6111-0.
- Brandung und Geräum. Gedichte. Books on Demand, Norderstedt 2019, ISBN 978-3-7481-2588-4.

### Als Herausgeber
- Konrad Weiß: Das unstillbare Herz. Ein Lesebuch. Ausgewählt, herausgegeben, mit einer Einleitung und einem Kommentar von Timo Kölling. Eisenhut Verlag, Hagen-Berchum 2011 (2., erweiterte Auflage 2020), ISBN 978-3-942090-12-4.

### Aufsätze (Auswahl)
- Stefan Georges letztes Lied. Eine Meditation. In: Castrum Peregrini. Heft 260, Amsterdam 2003, S. 55–60.
- Hölderlins Heidelberg-Ode. In: Klaus Gauger (Hrsg.): Diktynna. Jahrbuch für Natur und Mythos 2009. Edition Arnshaugk, München 2009, ISBN 978-3-926370-51-8.
- Nomos und Logos, Souveränität und Gewissen. Grundwörter Politischer Theologie in den Werken Carl Schmitts und Leopold Zieglers und Anmerkungen zu Mythos und Logos bei Leopold Ziegler. In: Paulus Wall (Hrsg.): Leopold Ziegler. Mythos – Logos – integrale Tradition. Königshausen & Neumann, Würzburg 2009, ISBN 978-3-8260-3940-9, S. 27–46 und 57–84.
- Selbstoffenbarung der Sprache im Zeitalter ihres Verfalls. Der Dichter Konrad Weiß (1880–1940). In: Konrad Weiß: Das unstillbare Herz. Ein Lesebuch, Hagen-Berchum 2011, ISBN 978-3-942090-12-4, S. 12–39.
- Leopold Ziegler: Entwurf eines Michaeldromenons. Den Dichter in Zeitenferne suchend. Eisenhut Verlag, Hagen-Berchum 2012, ISBN 978-3-942090-22-3 (Kommentarteil).
- Leopold Ziegler und das Glück des philosophischen Lebens und „Ich habe gehorcht“ – Überlegungen zu Leopold Zieglers Grabspruch. In: Manfred Bosch / Paulus Wall (Hrsg.): Vom alten Wahren. Lebenswelt und Transäon. Neue Beiträge zu Leben und Werk Leopold Zieglers (1881–1958). Königshausen & Neumann, Würzburg 2015, ISBN 978-3-8260-5526-3, S. 11–32 und 175–198.
- Paul Ernsts Buch „Der Weg zur Form“ als geschichtsphilosophischer Traktat. In: Der Wille zur Form. Zeitschrift der Paul-Ernst-Gesellschaft e. V. Dritte Folge, Heft 7. Hg. v. Marco Bastianelli und Ralf Gnosa. Wehrhahn, Hannover 2017, ISSN 0043-5570 / ISBN 978-3-86525-563-1, S. 67–82.
- Notizen zu Julien Gracq. In: etcetera. Heft 84, Juli 2021, ISSN 1682-9115, S. 41–45.